# Gran Turismo 3: A-Spec
Gran Tursimo 3: A-Spec är det tredje spelet i Gran Turismo-serien, utvecklat av Polyphony Digital och utgivet av Sony Computer Entertainment i juli 2001 till Playstation 2. Spelet har 181 bilar och 34 banor.